# Просс, Жан
Жан Просс (фр. Jean Proess; 29 апреля 1896, Дюделанж, Эш-сюр-Альзетт — 8 июня 1978, Люксембург) — люксембургский легкоатлет, выступавший в беге на короткие и средние дистанции. Участник летних Олимпийских игр 1920 года.

## Биография
Жан Просс родился 29 апреля 1896 года в люксембургском городе Дюделанж.
В 1920 году вошёл в состав сборной Люксембурга на летних Олимпийских играх в Антверпене. В беге на 400 метров в забеге 1/8 финала занял 3-е место с результатом 53,2 секунды, уступив 0,6 секунды попавшему в четвертьфинал со 2-го места Хэджесу Уортингтону-Эйру из Великобритании. В беге на 800 метров занял в четвертьфинале последнее, 9-е место с результатом 2 минуты 12 секунд, уступив 12,4 секунды попавшему в полуфинал с 4-го места Джеймсу Дойгу из ЮАС. В эстафете 4х100 метров сборная Люксембурга, за которую также выступали Жан Кольбах, Пауль Хаммер и Алекс Серве, заняла 2-е место в полуфинале с результатом 44,4 секунды и 6-е в финале (44,0), уступив 2,2 секунды завоевавшей золото команде США.
Умер 8 июня 1978 года в городе Люксембург.

## Личный рекорд
- Бег на 400 метров — 52,6 (1920)[4]